# كأس القارات لكرة الصالات 2016
كأس القارات لكرة الصالات 2016 هو النسخة السابعة عشر من بطولة كأس القارات لكرة الصالات والنسخة الحادية عشر بعد اعتراف الاتحاد الدولي لكرة القدم بها. نظم اتحاد قطر لكرة القدم البطولة بالتعاون مع الاتحاد الإسباني لكرة الصالات.
أتلانتيكو هو حامل اللقب ولكن لم تتم دعوته لهذه النسخة.

## الطريقة
في مرحلة المجموعات تم توزيع الفرق إلى مجموعتين من أربعة فرق. في كل مجموعة تلعب الفرق ضد بعضها البعض بطريقة روبن.
في مرحلة خروج المغلوب تلعب الفرق المتأهلة الأربعة (اثنان من كل مجموعة) الدور نصف النهائي. الفائزان في الدور نصف النهائي يتأهلان للمباراة النهائية التي ستقام في 29 يونيو 2016. الفريقان الخاسران يلعبان ضد بعضهما لتحديد صاحب المركز الثالث.

## الفرق
تم دعوة الفرق الثمانية التالية للمشاركة في البطولة.
| الفريق         | عدد مرات الظهور في البطولة | آخر ظهور | أفضل أداء                            |
| -------------- | -------------------------- | -------- | ------------------------------------ |
| الريان         | 1                          | —        | المشاركة الأولى                      |
| برشلونة        | 2                          | 1996-97  | الوصيف (1996-97)                     |
| بنفيكا         | 4                          | 2011     | المركز الثالث (2011)                 |
| كارلوس باربوسا | 9                          | 2013     | البطل (2004، 2012)                   |
| دينامو موسكو   | 3                          | 2014     | البطل (2013)                         |
| إنتر           | 8                          | 2012     | البطل (2005، 2006، 2007، 2008، 2011) |
| ماغنوس         | 1                          | —        | المشاركة الأولى                      |
| تأسیسات دریایي | 1                          | —        | المشاركة الأولى                      |

## الملاعب
لعبت مباريات البطولة في الدوحة.
| الدوحة                 | الدوحة           | الدوحةكأس القارات لكرة الصالات 2016 (قطر) |
| صالة علي بن حمد العطية | المدينة الرياضية | الدوحةكأس القارات لكرة الصالات 2016 (قطر) |
| السعة: 7,700           | السعة: 2,500     | الدوحةكأس القارات لكرة الصالات 2016 (قطر) |
|                        |                  | الدوحةكأس القارات لكرة الصالات 2016 (قطر) |

## الدور الأول

### المجموعة 1
| فريق           | لعب | ف | ت | خ | له | عليه | ف.أ | نقاط |
| -------------- | --- | - | - | - | -- | ---- | --- | ---- |
| برشلونة        | 3   | 2 | 1 | 0 | 10 | 7    | 3+  | 7    |
| كارلوس باربوسا | 3   | 1 | 1 | 1 | 9  | 9    | 0   | 4    |
| دينامو موسكو   | 3   | 1 | 1 | 1 | 7  | 7    | 0   | 4    |
| تأسیسات دریایي | 3   | 0 | 1 | 2 | 7  | 10   | 3−  | 1    |

| دينامو موسكو                        | 2-3   | كارلوس باربوسا     |
| ----------------------------------- | ----- | ------------------ |
| سيريلو 17' · رومولو 29' · فوكين 32' | تقرير | رافا 1' · زيكو 39' |

| تأسیسات دریایي                 | 4-2   | برشلونة                     |
| ------------------------------ | ----- | --------------------------- |
| س. عباسي 20' · ف. شاماسائي 26' | تقرير | ويلد 1'، 15'، 35' · لين 25' |

| برشلونة                             | 2-3   | دينامو موسكو         |
| ----------------------------------- | ----- | -------------------- |
| س. لوزانو 22' · دييغو 25' · سعد 27' | تقرير | بولا 11' · ناندو 38' |

| كارلوس باربوسا                        | 3-4   | تأسیسات دریایي                                      |
| ------------------------------------- | ----- | --------------------------------------------------- |
| برونو 5'، 22' · رافا 14' · موريلو 38' | تقرير | أ. وفائي 18' · م. حاجي بنده 24' · م. سانغسيفيدي 39' |

| كارلوس باربوسا           | 3-3   | برشلونة                      |
| ------------------------ | ----- | ---------------------------- |
| رافا 23'، 24' · زيكو 35' | تقرير | ويلد 4'، 14' · س. لوزانو 14' |

| تأسیسات دریایي                 | 2-2   | دينامو موسكو    |
| ------------------------------ | ----- | --------------- |
| م. شجري 4' · ه. طيبي بيدجو 14' | تقرير | سيريلو 37'، 38' |

### المجموعة 2
| فريق   | لعب | ف | ت | خ | له | عليه | ف.أ | نقاط |
| ------ | --- | - | - | - | -- | ---- | --- | ---- |
| الريان | 3   | 2 | 0 | 1 | 8  | 6    | 2+  | 6    |
| ماغنوس | 3   | 2 | 0 | 1 | 7  | 6    | 1+  | 6    |
| إنتر   | 3   | 1 | 1 | 1 | 3  | 3    | 0   | 4    |
| بنفيكا | 3   | 0 | 1 | 2 | 5  | 8    | 3−  | 1    |

| الريان       | 2-1   | إنتر                   |
| ------------ | ----- | ---------------------- |
| ت. غريبي 39' | تقرير | بورخا 19' · دارلان 32' |

| بنفيكا                          | 4-2   | ماغنوس                                  |
| ------------------------------- | ----- | --------------------------------------- |
| ب. كويلهو 36' · ألان براندي 40' | تقرير | رودريغو 6' · فالكاو 18'، 39' · كيكو 21' |

| ماغنوس                 | 4-2   | الريان                                      |
| ---------------------- | ----- | ------------------------------------------- |
| سيمي 29' · رودريغو 35' | تقرير | أرثور 10'، 33' · ت. غريبي 25' · عمرو م. 37' |

| إنتر     | 1-1   | بنفيكا         |
| -------- | ----- | -------------- |
| بورخا 8' | تقرير | ألان براندي 2' |

| الريان                                  | 2-3   | بنفيكا                         |
| --------------------------------------- | ----- | ------------------------------ |
| سيرجينهو 33' · نونيس 34' · ت. غريبي 39' | تقرير | تشاغوينها 23' · ف. سيسيليو 36' |

| ماغنوس   | 0-1   | إنتر |
| -------- | ----- | ---- |
| كيكو 22' | تقرير |      |

## الدور الثاني

### الأقواس
|  | نصف النهائي       | نصف النهائي    |                   |   | النهائي | النهائي |
|  |                   |                |                   |   |         |         |
|  | 28 يونيو – الدوحة |                |                   |   |         |         |
|  |                   |                |                   |   |         |         |
|  | برشلونة           | 3 (1)          |                   |   |         |         |
|  | برشلونة           | 3 (1)          | 29 يونيو – الدوحة |   |         |         |
|  | ماغنوس (ر. ت.)    | 3 (3)          |                   |   |         |         |
|  | ماغنوس (ر. ت.)    | 3 (3)          | ماغنوس (و. إ.)    | 4 |         |         |
|  | 28 يونيو – الدوحة |                | ماغنوس (و. إ.)    | 4 |         |         |
|  |                   | كارلوس باربوسا | 3                 |   |         |         |
|  | الريان            | كارلوس باربوسا | 3                 | 0 |         |         |
|  | الريان            |                |                   | 0 |         |         |
|  | كارلوس باربوسا    | 3              |                   |   |         |         |
|  | كارلوس باربوسا    | 3              | النهائي           |   |         |         |
|  |                   |                |                   |   |         |         |
|  | 29 يونيو – الدوحة |                |                   |   |         |         |
|  |                   |                |                   |   |         |         |
|  | برشلونة           | 6              |                   |   |         |         |
|  | برشلونة           | 6              |                   |   |         |         |
|  | الريان            | 1              |                   |   |         |         |

### النصف النهائي
| برشلونة                           | 3-3 (ب.و.إ.) | ماغنوس                     |
| --------------------------------- | ------------ | -------------------------- |
| س. لوزانو 18'، 38' · م. تولرا 29' | تقرير        | فالكاو 10' · سيمي 22'، 40' |

| الريان | 3-0   | كارلوس باربوسا                      |
| ------ | ----- | ----------------------------------- |
|        | تقرير | كانابارو 6' · زيكو 13' · فيليبي 17' |

### المركز الثالث
| برشلونة                                                  | 1-6   | الريان                  |
| -------------------------------------------------------- | ----- | ----------------------- |
| أيكاردو 5'، 38' · لين 14'، 27' · إستيبان 20' · ويلدي 35' | تقرير | كريستيان 13' (هدف عكسي) |

### النهائي
| ماغنوس                                          | 3-4 (ب.و.إ.) | كارلوس باربوسا                        |
| ----------------------------------------------- | ------------ | ------------------------------------- |
| دييغو 18' · ميثيي 41' · سيمي 45' · نيغوينهو 46' | تقرير        | كانابارو 32' · غريلو 43' · موريلو 46' |